# Обст, Мартин
Мартин Обст (нем. Martin Obst; 18 ноября 1986, Берлин, ФРГ) — немецкий борец вольного стиля, призёр чемпионата Европы.

## Спортивная карьера
Сначала занимался под руководством Хейко Ролля и Андреаса Забеля, с 2011 года тренируется у Свена Тиле. Мартин Обст является пятикратным чемпионом Германии. В мае 2018 года стал серебряным призёром чемпионата Европы в Каспийске, уступив в финале россиянину Ахмеду Гаджимагомедову.

## Спортивные результаты на крупных международных соревнованиях
- Чемпионат мира по борьбе 2015 — 34;
- Чемпионат Европы по борьбе 2016 — 11;
- Чемпионат Европы по борьбе 2017 — 19;
- Чемпионат Европы по борьбе 2018 — ;
- Чемпионат мира по борьбе 2018 — 13;